# 阿氏壯鱸
阿氏壯鱸為輻鰭魚綱鱸形目鱸亞目鮨科的其中一種，分布於東太平洋區，從厄瓜多至秘魯南部海域，棲息深度1-12公尺，體長可達60公分，棲息在海灣淺水處，為底棲性魚類，屬肉食性，可做為食用魚。